# Avis consultatif de la Cour internationale de justice sur les obligations des états en matière de changement climatique
 (août 2025).
Obligations des États en matière de changement climatique est une procédure devant la Cour internationale de justice (CIJ), découlant de la résolution 77/276 adoptée par l'Assemblée générale des Nations unies (AGNU) le 29 mars 2023, demandant à la Cour de rendre un avis consultatif clarifiant les obligations juridiques des États, en vertu du droit international, de protéger le système climatique et d'autres parties de l'environnement contre les émissions anthropiques de gaz à effet de serre. La demande visait également à clarifier les responsabilités des États dont les actions ou omissions ont contribué à ces émissions et causé des dommages au climat et à l'environnement, en particulier en ce qui concerne les petits États insulaires en développement.
Dans son avis, la Cour a conclu que le réchauffement climatique représente une « menace urgente et existentielle » exigeant des réponses non seulement juridiques, mais aussi sociales, politiques, scientifiques et éthiques. Elle a affirmé que les États ont des obligations, tant conventionnelles que coutumières, de protéger le système climatique et l'environnement des émissions de gaz à effet de serre d'origine humaine. La Cour a jugé que le manquement à ces obligations constitue un fait internationalement illicite, engageant la responsabilité internationale des États. Cette responsabilité peut impliquer de mettre fin à un comportement dommageable, de fournir des assurances de non-répétition d'un tel comportement et d'offrir une réparation intégrale du préjudice causé, que ce soit par restitution, indemnisation ou satisfaction, à condition qu'il existe un lien de causalité clair et direct entre l'acte et le dommage.
C'est le vingt-neuvième avis consultatif rendu par la CIJ. C'est également la cinquième fois en près de 80 ans d'histoire qu'une telle décision est adoptée à l'unanimité.

## Contexte
En septembre 2021, la République du Vanuatu annonce son intention de demander un avis consultatif à la Cour internationale de justice concernant les obligations des États face au changement climatique. L'initiative est menée par le groupe Pacific Island Students Fighting Climate Change, composé d'étudiants des nations insulaires du Pacifique. Le gouvernement du Vanuatu fait valoir qu'un tel avis est nécessaire en raison de la vulnérabilité particulière de son territoire et de celui d'autres petits États insulaires en développement, ainsi que du besoin urgent de renforcer l'action climatique internationale.
Pour faire avancer l'initiative, le Vanuatu constitue un groupe restreint d'États membres des Nations Unies afin de mobiliser le soutien de l'Assemblée générale. Les délibérations au sein de ce groupe conduisent à la rédaction d'un projet de résolution, qui est soumis le 1er mars 2023, sous la cote A/77/L.58, lors de la soixante-dix-septième session de l'Assemblée générale. Le projet de résolution est présenté par 108 États et entités, le Premier ministre du Vanuatu, Alatoi Ishmael Kalsakau, jouant un rôle de premier plan.
Le projet contourne la procédure habituelle de renvoi à un comité principal. Le 29 mars 2023, l'Assemblée générale adopte la résolution A/RES/77/276 par consensus, sans vote. Au total, 132 États coparrainent la proposition. La résolution s'appuit sur des dispositions clés de la Charte des Nations Unies et d'autres instruments juridiques internationaux, notamment la Déclaration universelle des droits de l'homme. Elle fait également référence à des principes du droit international de l'environnement, tels que le devoir de prévenir les dommages environnementaux importants et l'obligation de protéger et de préserver le milieu marin.
La demande est officiellement transmise à la Cour par le Secrétaire général de l’ONU par une lettre datée du 12 avril 2023.

## Questions de l'Assemblée générale des Nations Unies
La résolution 77/276 de l'Assemblée générale des Nations Unies demande à la CIJ de répondre aux questions suivantes : 
a) Quelles sont, en droit international, les obligations qui incombent aux États en ce qui concerne la protection du système climatique et d’autres composantes de l’environnement contre les émissions anthropiques de gaz à effet de serre pour les États et pour les générations présentes et futures ?
b) Quelles sont, au regard de ces obligations, les conséquences juridiques pour les États qui, par leurs actions ou omissions, ont causé des dommages significatifs au système climatique et à d’autres composantes de l’environnement, à l’égard: i) Des États, y compris, en particulier, des petits États insulaires en développement, qui, de par leur situation géographique et leur niveau de développement, sont lésés ou spécialement atteints par les effets néfastes des changements climatiques ou sont particulièrement vulnérables face à ces effets ? ii) Des peuples et des individus des générations présentes et futures atteints par les effets néfastes des changements climatiques ? »

## Audiences publiques
Les audiences publiques sur la demande d'avis consultatif de la CIJ se tiennent du 2 au 13 décembre 2024, avec la participation de 96 États et de 11 organisations internationales. Durant la phase écrite, 91 déclarations écrites et 62 commentaires écrits sur ces déclarations sont déposées, marquant le plus haut niveau de participation de l'histoire de la CIJ et de son prédécesseur, la Cour permanente de justice internationale.

## Positions des États
Les soumissions écrites des États lors de la procédure met en évidence des divergences d'interprétations importantes des responsabilités environnementales des États. Alors que les pays développés et émergents plaident pour une approche basée principalement sur les traités internationaux, arguant notamment que ceux-ci priment sur les principes du droit international coutumier en vertu de la doctrine Lex specialis (en), les pays en développement et les pays vulnérables aux effets du réchauffement réclament l'application stricte de principes issu du droit international coutumier, comme le devoir de vigilance et le principe de prévention. Cependant, les pays sont plutôt d'accord sur le fait qu'un État peut, dans certains cas, être tenu légalement responsable, en vertu du droit international, de dommages causés au climat.

## Avis consultatif
Dans un avis unanime, le 23 juillet 2025, la Cour internationale de Justice expose les conséquences juridiques pour les États dont les actions ou omissions ont causé des dommages importants au système climatique et à d'autres composantes de l'environnement. La Cour déclare que les traités sur le climat tels que l'Accord de Paris, la Convention-cadre des Nations Unies sur les changements climatiques (CCNUCC) et le Protocole de Kyoto, ainsi que le droit international coutumier, établissent des obligations dont la violation peut engager la responsabilité internationale. Au premier rang de ces obligations figure l'obligation de prévenir les dommages environnementaux importants.
Après avoir examiné les mécanismes clés du régime climatique, notamment les articles 8 et 15 de l'Accord de Paris et l'article 14 de la CCNUCC, la Cour conclut que ceux-ci ne supplantent pas les règles générales coutumières sur la responsabilité des États, car ils n'excluent pas expressément ou implicitement leur application. La Cour reconnait les défis propres au contexte climatique, tels que la difficulté d'attribuer la responsabilité en raison du caractère cumulatif et transfrontière des émissions de gaz à effet de serre. Néanmoins, elle juge que les actes ou omissions d'un État, y compris l'absence de réglementation adéquate des activités productrices d'émissions, peuvent être attribués à cet État en vertu du droit international. Elle note en outre que l'existence de plusieurs États responsables n'empêche pas un État lésé d'invoquer la responsabilité de l'un ou de plusieurs d'entre eux.
Concernant la causalité, la Cour réaffirme l'applicabilité du critère du « lien de causalité clair et direct » entre l'acte illicite et le dommage. Elle conclue que ce critère peut être adapté au contexte climatique grâce à des évaluations au cas par cas fondées sur des preuves scientifiques. La Cour juge que les obligations de protéger le système climatique sont de nature erga omnes et erga omnes partes, le climat étant un bien commun mondial. Par conséquent, tout État, même non directement affecté, peut invoquer la responsabilité d'un autre État pour les violations concernées.
Les conséquences juridiques des actes internationalement illicites comprennent :
Devoir permanent de conformité
Les obligations internationales continuent de s’appliquer, même après une violation.
Obligation de cesser l'acte illicite et d'assurer sa non-répétition
Cela comprend l’abrogation ou la modification des mesures nationales qui entrent en conflit avec les obligations internationales.
Obligation de réparation
Cela peut prendre la forme d’une restitution, d’une compensation financière ou d’une satisfaction symbolique, selon le cas, pour autant qu’un lien de causalité suffisant entre l’acte et le dommage puisse être établi.
Avant de rendre le dispositif de son avis, la Cour internationale de Justice souligne que, si l'affaire est unique en raison de sa portée mondiale, son rôle demeure strictement juridique. Elle souligne que les questions posées par l'Assemblée générale sont de nature juridique et que son devoir, en tant qu'organe judiciaire, est avant tout d'y répondre dans le cadre du droit international. Néanmoins, la Cour reconnait que le changement climatique constitue une « menace urgente et existentielle » exigeant des réponses non seulement d'ordre juridique, mais aussi d'un point de vue social, politique, scientifique et éthique, et exprime l'espoir que ses conclusions contribueront à orienter l'action mondiale face à la crise climatique.
Le dispositif de l’avis est le suivant :
- À l’unanimité, la Cour estime être compétente pour rendre l’avis consultatif demandé.
- À l’unanimité, la Cour juge que les traités sur le climat, notamment la CCNUCC, le Protocole de Kyoto et l’Accord de Paris, établissent des obligations juridiques contraignantes[13]. Celles-ci comprennent l’adoption de mesures d’atténuation et d’adaptation, la soumission de contributions déterminées au niveau national(CDN), l’action conformément au principe des responsabilités communes mais différenciées et la coopération de bonne foi.
- À l’unanimité, la Cour juge que le droit international coutumier impose à tous les États le devoir de prévenir tout dommage significatif au climat et à l’environnement et de coopérer pour prévenir de tels dommages[14].
- À l’unanimité, la Cour juge que les traités environnementaux connexes tels que la Convention de Vienne et le Protocole de Montréal, la Convention sur la diversité biologique et la Convention sur la lutte contre la désertification imposent également des obligations pertinentes en matière de protection du climat[15],[16].
- À l’unanimité, la Cour juge que les États parties à la Convention des Nations Unies sur le droit de la mer (CNUDM) doivent prendre des mesures pour préserver l’environnement marin, notamment en ce qui concerne le réchauffement climatique, et coopérer de bonne foi.
- À l’unanimité, la Cour juge que le droit international relatif aux droits de l’homme oblige les États à protéger les droits de l’homme en préservant le climat et l’environnement.
- À l’unanimité, la Cour juge que la violation des obligations identifiées constitue un fait internationalement illicite engageant la responsabilité de l’État[17].

Les conséquences de telles violations peuvent inclure :
- La cessation des actes ou omissions illicites, s’ils sont en cours.
- Des garanties de non-répétition, lorsque les circonstances l’exigent.
- La réparation intégrale, par restitution, indemnisation ou satisfaction, à condition que les conditions générales du droit international soient remplies, y compris l’existence d’un lien de causalité clair et direct entre l’acte et le préjudice.

L'avis est signé par le président de la Cour, Yuji Iwasawa, et le greffier, Philippe Gautier (en). La décision est accompagnée d'opinions individuelles et de déclarations de plusieurs juges.
La décision de la Cour reflète un recours croissant au droit international pour faire face à la crise climatique, parallèlement à des procédures similaires devant le Tribunal international du droit de la mer et la Cour interaméricaine des droits de l'homme. La Cour interaméricaine des droits de l'homme avait rendu quelques semaines auparavant un avis consultatif déclarant que la planète traverse une urgence climatique et que les États signataires de la Convention américaine relative aux droits de l'homme (Pacte de San José) ont des obligations juridiques internationales d'y remédier.

## Réactions
Selon le secrétaire général de l'ONU, António Guterres, la décision de la CIJ est « une victoire pour notre planète, pour la justice climatique et pour la capacité des jeunes à faire bouger les choses ».
Selon David Boyd, ancien rapporteur spécial de l'ONU pour les droits de la personne et l'environnement, la décision est « une victoire historique pour la justice climatique » et « sera un catalyseur pour accélérer l'action climatique ».
Mary Robinson, ancienne Haut-Commissaire des Nations Unies aux droits de l'homme, déclare par communiqué : « Aujourd'hui, la situation s'est inversée. La plus haute juridiction du monde nous a fourni un nouvel outil puissant pour protéger les populations des effets dévastateurs de la crise climatique et pour rendre justice aux dommages déjà causés par leurs émissions ».
Le ministre du climat du Vanuatu, Ralph Regenvanu, affirme être impressionné par le jugement de la CIJ : « Je ne m'attendais pas à ce qu'il soit aussi bon ». Il ajoute : « Nous utiliserons évidemment ces arguments dans nos discussions avec les pays qui émettent le plus ».
En France, la ministre de la Transition écologique, Agnès Pannier-Runacher, salue une « décision historique » et une « victoire pour le climat ».
Interrogé par l'AFP, le département d'État des États-Unis déclare : « Les États-Unis examineront l'avis consultatif de la Cour dans les jours et les semaines à venir ». La porte-parole de la Maison Blanche, Taylor Rogers, déclare par la suite à Reuters : « Comme toujours, le président Trump et l'ensemble de l'administration s'engagent à donner la priorité à l'Amérique et aux intérêts des Américains ordinaires ». De son côté, John Kerry, ancien émissaire pour le climat de Joe Biden, dit regretter qu'il faille « le poids du droit international pour inciter les pays à faire ce qui est profondément dans leur intérêt économique ».
Présent à La Haye à l'occasion de la décision de la CIJ, Vishal Prasad, directeur du groupe Pacific Island Students Fighting Climate Change, déclare : « Quelle fin parfaite pour une campagne qui a débuté dans une salle de cours... Nous avons désormais un outil très, très puissant pour demander des comptes aux dirigeants. La CIJ a donné tout ce qui était possible ». Il ajoute par la suite : « La décision de la CIJ nous rapproche d'un monde où les gouvernements ne pourront plus fermer les yeux sur leurs responsabilités juridiques. Elle affirme une vérité simple de la justice climatique : ceux qui ont le moins contribué à alimenter cette crise méritent protection, réparations et un avenir ».
Selon Joana Setzer, juriste à la London School of Economics, l'avis « renforce la base juridique de la justice climatique ». En effet, « Pour la première fois, la plus haute cour du monde a établi que les États avaient une obligation légale de prévenir tout préjudice climatique, mais aussi de le réparer pleinement ».
Johan Rockström, directeur de l'Institut de recherche de Potsdam sur les effets du changement climatique affirme à l'AFP : « C'est une décision majeure », notant que chaque pays peut « être tenu pour responsable » devant les tribunaux, même s'il n'est pas signataire des traités de l'ONU.
Selon le climatologue américain Michael Mann, l'avis de la Cour « fait des États-Unis, et de quelques pétro-États comme l'Arabie saoudite et la Russie, des pays hors-la-loi qui menacent nos peuples et notre planète au nom des profits des énergies fossiles ».
Pat Parenteau, professeur à l'école de droit du Vermont, dit à l'AFP s'attendre à ce que l'avis de la CIJ soit « testé » devant les tribunaux américains. Selon lui, « Cela ne fonctionnera pas avec la Cour suprême actuelle, mais ce n'est pas permanent ».
Selon Danilo Garrido, conseiller juridique de Greenpeace, « C’est le début d’une nouvelle ère de responsabilité climatique au niveau mondial. Le message de la Cour est clair : la production, la consommation et l’octroi de licences et de subventions pour les combustibles fossiles pourraient constituer des violations du droit international. Les pollueurs doivent cesser leurs émissions et payer pour les dommages qu’ils ont causés ».
L'avocat des Îles Salomon, Harj Narulla, déclare à Reuters: « Ces réparations impliquent une restitution – comme la reconstruction des infrastructures détruites et la restauration des écosystèmes – ainsi qu’une compensation financière ».
L'avocat principal de la Commission des petites îles(Cosis), Payam Akhavan, qualifie la décision d’« extraordinaire », « robuste » et « courageuse ». Selon lui: « La Cour nous dit que l’accord de Paris n’est pas suffisant. ll faudra voir comment il sera utilisé, mais à tout le moins, il est clair que l’accord de Paris devra, dans les futures COP, être considéré en cohérence avec les autres lois internationales plus larges pour prévenir de dégâts transfrontaliers commis aux autres États ».
Selon Nafkote Dabi, responsable de la politique climatique d'Oxfam, « Cette décision renforce les engagements nationaux en matière de climat partout dans le monde en confirmant que les pays doivent réduire suffisamment leurs émissions pour protéger les droits universels à la vie, à l'alimentation, à la santé et à un environnement propre. Tous les pays, en particulier les plus riches, doivent désormais réduire leurs émissions plus rapidement et éliminer progressivement les combustibles fossiles. Les pays riches doivent accroître leur financement aux pays du Sud pour les aider à réduire leurs émissions et à protéger leurs populations des dommages passés et futurs. Il ne s'agit pas d'une simple liste de vœux pieux, mais d'une loi internationale ». Dabi ajoute : « La CIJ a rejeté les arguments de pays comme les États-Unis et le Royaume-Uni selon lesquels les gouvernements ne sont liés que par les traités sur le climat tels que l’Accord de Paris et n’ont pas d’obligations plus fortes en vertu du droit international. Nous disposons désormais d’un outil puissant pour obliger les pays à rendre des comptes sur leurs obligations, notamment en matière de protection des populations les plus marginalisées du monde et des générations futures de l’humanité »,,,,.